# Зихи
Зи́хи, Зиги, Зики, Зикхи, Чиги, Чики, Джихи (др.-греч. Ζυγοί, Zygoí, груз. ჯიკები джикеби) — древнегреческие, латинские и грузинские названия для адыгских (черкесских) племенных объединений Зихии на северо-западе Кавказа, использовавшееся с периода классической античности по период позднего средневековья.
Зихи явились одним из основных компонентов в этногенезе современных адыгов и абхазов.

## Название
В I в. до н. э. первое упоминание зихов сделал Страбон в своём труде «География», книга XI,.
В IV в. н. э. они упоминаются в перипле «Описание земного круга», которое сделал Руф Фест Авиен, в частности, он писал так:

«Вблизи живёт суровое племя гениохов, затем зиги, которые некогда, покинув царства пеласгов, заняли ближайшие местности Понта».

Одно из последних упоминаний этого этнонима относится к XV веку. Живший на Кавказе в XV в. генуэзец Джорджо Интериано в своей книге «Жизнь зиков, именуемых черкасами» писал, что «зихами» зовутся они на греческом и латинском языках, татары и турки зовут их «черкасами», а сами они называют себя — «адыги». В XVI веке в «Записках о Московии» габсбургский посол, историк и писатель Сигизмунд фон Герберштейн, отдавая дань прежней традиции, называет эту народность «чики» (ciki), однако параллельно уже использует новое название — «черкасы пятигорские».

## Область расселения
В известный исследователям исторический период (античность и средневековье) зихи населяли примерно одни и те же приморские нагорные территории Восточного Причерноморья — от районов расположения современного города Новороссийска (на севере), до города Гагры (на юге). Около I в. до н. э. их соседями называются ахейцы, гениохи, керкеты и макропогоны, а в VI в. Прокопий Кесарийский называет в их окружении аланов, абазгов и гуннов-савиров:47 (также в этот период рядом проживали сагины и гунны-утригуры):498. Область расселения зихов называлась Зихия (Черкесия), в ней располагались небольшие города — Зихополь, Никопсия и другие. По мнению этнографа-кавказоведа А. В. Гадло, одно из зихских племён — сугды (потомки древних синдов) — в VIII в. под давлением хазар переселилось в Крым, где ими был основан город Сугдея.
Местность и природные условия страны зихов были достаточно сложными и труднопреодолимыми, так, в I в. до н. э., Митридату Евпатору, изгнанному из Понта в Боспор, пришлось отказаться проходить через Зихию из-за её суровости и дикости, только с большим трудом ему удалось пробраться вдоль побережья.

### Миграции зихских племен
Древнейшие миграционные потоки с территории исторической Зихии отмечаются для киммерийской эпохи такими авторитетными исследователями этого вопроса, как Л. А. Ельницкий, Н. А. Членова, И. А. Джавахишвили, а также Г. А. Меликишвили, который сделал вывод, что имели место миграции части зихов вплоть до Трапезунта (то есть зихи дисперсно расселялись и жили на территориях современной Абхазии и Грузии).

## История
Страбон описывает зихов (наряду с ахейцами и гениохами) как народ, господствовавший на море и снаряжавший флотилии для нападения не только на купеческие корабли, но и на прибрежные города. Также он упоминает о сотрудничестве этих приморских племён Кавказа с жителями Боспора, которые предоставляли им свои корабельные стоянки и рынки для сбыта добычи. Обычно тактика зихов сводилась к высадке на чужой, хорошо известной им лесистой территории, где они прятали свои малые суда, перенося их на плечах, а сами пешком совершали набеги на селения, с целью похищения людей для продажи в рабство или получения за них выкупа (зихи извещали родных пленников о выкупе уже после выхода в море, и соглашались на него охотно).
Управляли зихами так называемые «скептухи» («жезло-» или «скиптроносцы»), подчинявшиеся в свою очередь царям, которых могло быть несколько (например у соседних гениохов Страбон упоминает одновременно четырёх царей).
О нравах, царивших тогда, Страбон сообщает в рассказе о Митридате Великом:

«Эта страна оказалась легко проходимой; от намерения пройти через страну зигов ему пришлось отказаться из-за её суровости и дикости; только с трудом удалось Митридату пробраться вдоль побережья, большую часть пути продвигаясь у моря, пока он не прибыл в страну ахейцев. При их поддержке царю удалось завершить своё путешествие из Фасиса — без малого 4000 стадий».

В X веке еврейско-хазарская переписка упоминает зихов и косогов в числе стран и народов, воюющих с Хазарским каганатом.
На рубеже VIII-IX вв. Зихия, возглавляемая вождями, была довольно значительной страной.
Сигизмунд фон Герберштейн, посол германского императора, посетивший Великое княжество Московское в 1517 и в 1526 гг., рассказывал, что там, где Кавказский хребет упирается в южный рукав Кубани, в горах жили черкасы пятигорские или чики (Chiki):

«… Этот народ, надеясь на защиту своих гор, не оказывает послушания ни туркам, ни татарам. Русские утверждают, что это христиане, что они живут по своим обычаям, ни от кого не зависят, исповедуют греческую веру, а службу церковную отправляют на славянском языке, которым главным образом и пользуются. Они по большей части смелые пираты. Спускаясь в море по рекам, которые текут с их гор, они грабят, кого попало, а особенно купцов, плывущих из Кафы в Константинополь…»
— Сигизмунд фон Герберштейн («Записки о Московии». XVI в.)

## Религия
По церковному преданию, св. апостол Андрей в 40-м году нашей эры проповедовал христианское вероучение среди горских народов: алан, абазгов и зикхов.
В раннем средневековье зихи постепенно начинают отказываться от традиционных верований (собственный пантеон богов и культ духов предков) в пользу активно распространяющегося из Византии православия.
В VI—IX вв. на их землях существовали епархии в составе Константинопольского патриархата (Зихийская, Никопская и другие епархии).
Согласно «Житию», Симон Кананит был убит зихами в Никопсисе в 55 году.

## Хозяйственная деятельность
Племена зихов занимались земледелием и разводили скот, насколько это возможно в нагорных районах (Страбон упоминает о скудности их земли).
Среди приморских племён Кавказа существовало малое кораблестроение — они строили небольшие, узкие и легкие суда, вместимостью приблизительно до 25 человек (редко 30), называемые греками «камары», то есть «крытые лодки». Тацит описывает камары, как низкобортные, широкие в вязании барки, для изготовления которых не используются ни медные, ни железные скрепы. Во время шторма на них поверх бортов накладывают доски, образующие что-то вроде крыши, и защищенные таким образом суда легко маневрируют. Ещё одним преимуществом при маневрировании, было то, что носы камары имели с обоих концов, а весла можно было перекладывать по желанию в разных направлениях, поэтому судно могло менять курс без разворота.:47
Благодаря своим набегам и морскому разбою, у зихов в с середины I тыс.до н. э. процветала торговля людьми. Продолжительный период своей истории они были основными поставщиками рабов для городов Боспора (Пантикапеи, Феодосии, Фанагории, Горгиппии и др.).